# ابراهیم بری
ابراهیم بن عبدالقادر بَرّی هاشمی شهرت‌یافته به ابن بَرّی (۱۸۶۴–۱۹۳۵م) فقیه حنفی، ادیب و شاعر حجازی بود. مرجع فتوا در روزگار عثمانی و قاضی در روزگار سعودی (۱۳۴۴–۱۳۴۶) بود. به زبان ترکی تسلط داشت و به سفرهایی به شام، آناتولی، مغرب و نجد رفت. تعلیقاتی نگاشت.